# Testa di giovinetto
Il disegno a punta d'argento, identificato come Testa di giovinetto e attribuito a Lorenzo di Credi, si conserva all'Albertina di Vienna.

## Storia e descrizione
Questo disegno è realizzato a punta d'argento e con rialzi di biacca, su carta preparata in giallo all'acquarello. Adolfo Venturi l'aveva attribuito a Leonardo da Vinci, ma Bernard Berenson lo riferisce sicuramente a Lorenzo di Credi e lo accosta al San Michele del Credi che una volta era nella raccolta di Lord Rosebery e che ora è a Londra. Nei tratti del volto il disegno dell'Albertina ricorda la Madonna dell'Annunciazione degli Uffizi che in passato era stata attribuita anche a Lorenzo di Credi e che oggi è assegnata alla bottega del Verrocchio, con netta partecipazione di Leonardo da Vinci.
La precisione del modellato, la resa morbida e fluente della capigliatura, la luminosità dell'incarnato, la semplicità della veste e la nettezza dei contorni di questo disegno rimandano con certezza al Credi, il quale sul più giovane Leonardo lasciò segni indelebili.